# Hamilton Harty
Herbert Hamilton Harty (4 de dezembro de 1879 – 19 de fevereiro de 1941) foi um  compositor, maestro, pianista e organista irlandês.
Depois de um início de carreira como organista da igreja na Irlanda, Harty mudou-se para Londres com cerca de 20 anos de idade, tornando-se logo um conhecido pianista. O Musical Times o chamou de "o príncipe dos acompanhamentos de piano". Como compositor, ele escreveu ao longo de sua carreira várias obras, sendo bem recebido, apesar de poucas apresentações de seus trabalhos atualmente.
Em sua carreira como maestro, iniciada em 1904, Harty foi especialmente notado como um intérprete da música de Berlioz. De 1920 a 1933, ele foi o maestro principal da Orquestra Hallé em Manchester, que voltou para os altos padrões e para as boa recepção crítica que tivera quando sob a regência de seu fundador, Charles Hallé. Sua último cargo permanente foi com a Orquestra Sinfônica de Londres, mas durou apenas dois anos, de 1932 a 1934. Durante sua carreira de maestro, Harty fez algumas gravações com suas orquestras. Logo após sua demissão da LSO, Harty começou a sofrer os sintomas de um tumor cerebral. Após uma cirurgia, ele retomou sua carreira até 1940, quando o tumor voltou, e causou a sua morte, aos 61 anos de idade.